# رستوران در آخر جهان
رستوران در آخر جهان (انگلیسی: The Restaurant at the End of the Universe) نام دومین کتاب در سبک علمی تخیلی کمدی از «سه‌گانه» (در واقع پنج کتاب هستند) راهنمای مسافران مجانی کهکشان است که توسط داگلاس آدامز نگاشته شد و در سال ۱۹۸۰ منتشر گردید. این کتاب ادامه‌ای است بر کتاب راهنمای مسافران مجانی کهکشان و اولین بار توسط انتشارات مکمیلن منتشر شد.